# زاوية منعدمة

زاوية منعدمة رأسها مركز المستوى الإحداثي.

الزاوية المُنعدمة هي الزاوية التي يكون شعاعاها مُنطبقين على بعضهما بعضاً. ويكون قياسها {\displaystyle 0^{\circ }}.

## في المُتَّجهات
عندما تكون زاوية المُتجه على أحد المحورين مساوية لصفر فإنه بالإمكان جمعها مُباشرةً مع متجه آخر.

## في الفيزياء

### المقذوفات
الزاوية المُنعدمة في المقذوفات تُنطبق عليها قوانين الحركة مُباشرة دون الحاجة لتحويلها إلى محصلة المحورين.

### القوى المُحصلة
عندما تصنع القوى المحصلة زاوية منعدمة مع أحد المحورين فإن القوتين تُجمعا حسب اتجاههما.